# Abba (pare)
Abba és una paraula aramea que vol dir "pare" i fou utilitzada per designar al "Pare Etern". Jesucrist l'emprava habitualment en les seves oracions segons el Nou Testament, que l'acompanya del seu equivalent grec.
Se suposa que era un nom propi sagrat. Els esclaus no podien utilitzar la paraula per referir-se als seus amos.